# Donacja (prawo)
Donacja – pieniądze lub mienie przekazane dobrowolnie przez ich właściciela (donatora) osobie lub instytucji (obdarowanemu).
Szczególnym przypadkiem donacji jest dawstwo narządów lub zwłok, regulowane osobnymi aktami normatywnymi.